# Cristallo-hegység
A Cristallo-hegység (németül: Cristallogruppe, olaszul: Gruppo del Cristallo) egy hegycsoport Észak-Olaszországban, a Dolomitok centrumában, az Ampezzói-Dolomitok hegycsoportjában, a Cortina d’Ampezzó-i völgykatlantól észak-északkeletre. Területének legnagyobb része Veneto régió (Belluno megye) területén fekszik, kivéve a hegycsoportba északról benyúló Fonda-völgyet, mely Trentino-Alto Adige régió Bolzano megyéjéhez (Dél-Tirolhoz) tartozik. Az összefüggő, szakadékokkal tagolt masszívumban négy 3000 méternél magasabb csúcs található. Az első világháborúban súlyos hegyi harcok színhelye volt.

## Földrajzi fekvése
A Cristallo-hegycsoport az Ampezzói-Dolomitokban fekszik, a Höhlenstein-völgy déli végével szemben, Bolzano autonóm megye (Dél-Tirol) és Veneto régiók határán. Területének legnagyobb része Cortina d’Ampezzo, nyugati része Misurina, egy kisebb északi szegmense, a Fonda-völgy a dél-tiroli Toblach közigazgatási területéhez tartozik. Az egész hegycsoport anyaga fődolomit.

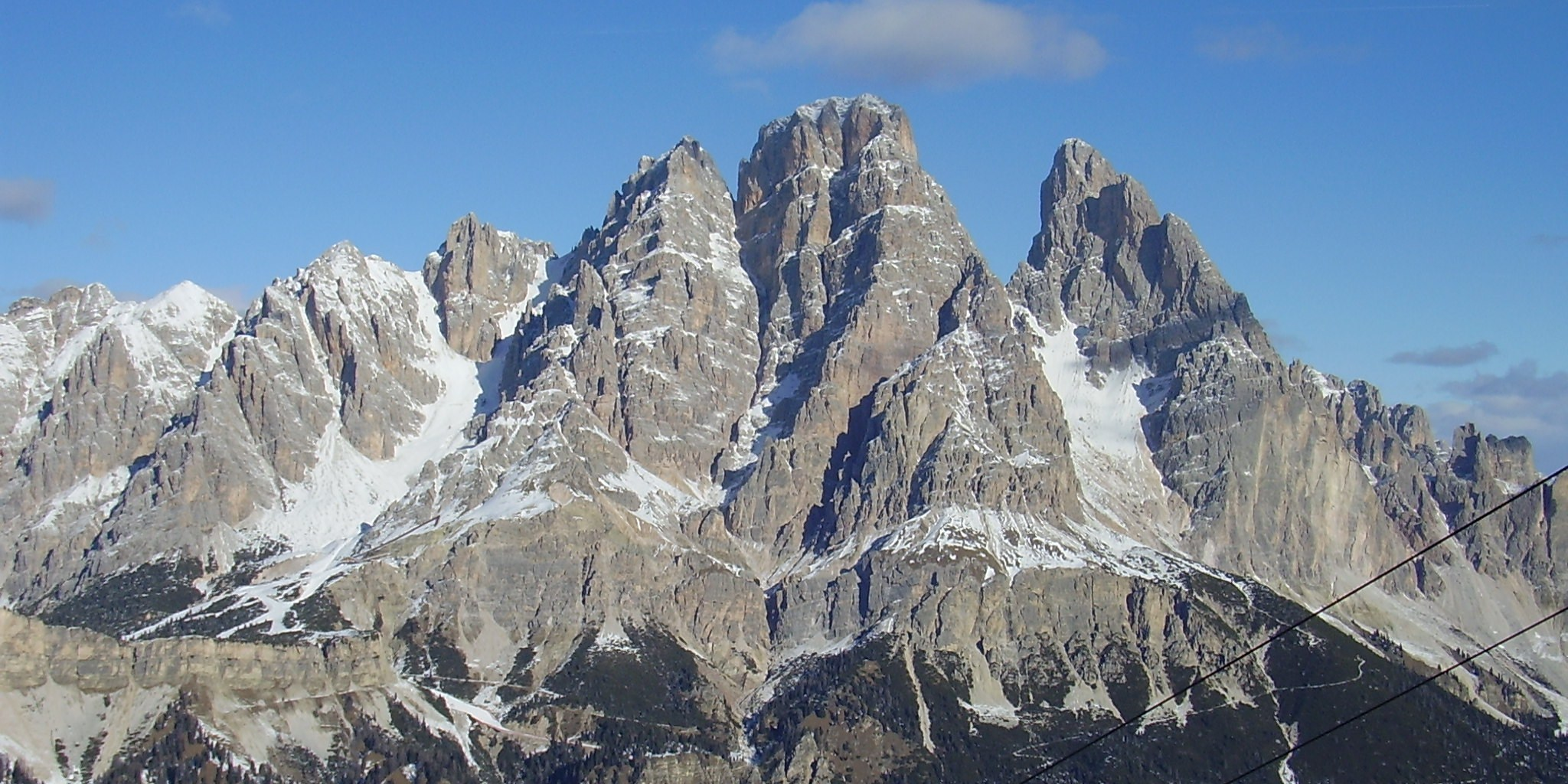
A Cristallo-hegység dél felől (Cortinából nézve). Csúcsok balról jobbra: Cristallino d’Ampezzo, Cima di Mezzo, a főcsúcs Monte Cristallo és a Piz Popena. Magasságok 3008 / 3154 / 3221 / 3152 m.

A Cristallo-hegységet körülvevő völgyek és hegycsoportok a következők (az óramutató járásával azonos irányban haladva): Északkeleti szomszédja a Höhlenstein-völgyet keletről lezáró Monte Piana (2324m ), amelytől a Col Sant’Angelo hágó választja el. A Cristallótól keletre a Cadini-hegység emelkedik, amelytől a Misurina-tó völgye választja el. Délkeleten a Sorapiss-hegység emelkedik, amelyet a Cristallótól a Tre Croci-hágó választ el. Innen lehet feljutni a Cristallo-hegységet kettévágó Staunies-hágóba (Forcella Staunies). A Cristallótól délre található a Sorapiss legnyugatibb előhegye, a Monte Faloria, a forgalmas síközpont, amely már Cortina d’Ampezzo városra néz le.
A Cristallótól délre a Cortinai-katlan fekszik, Cortina d’Ampezzo várossal. Magából a városból azonban a Cristallo tömbje nem látható, mert eltakarja a Cristalló előhegyeihez sorolt hosszú Pomagagnon hegygerinc, amely a Cristallo-hegységet délnyugaton szegélyezi. Az északnyugat-délkeleti irányban húzódó Pomagagnon-gerincet a Cristallo-hegységtől a Grande-völgy (Val Grande) és a Padeon-völgy (Val Padeon) választja el.
A Cortinai-katlan a széles Ampezzói-völgy (Valle d’Ampezzo) közepén fekszik, amelyben a Boite patak folyik. A Boite-völgy jobb (nyugati) oldalán az Ampezzói-Dolomitok hegyei kezdődnek. Cortinától nyugatra a Tofanák hegyfala emelkedik, amelyet északon a Travenazes-patak völgye választ el a Pragsi-Dolomitoktól (Pragser Dolomiten / Dolomiti di Braies). A Cristallo-hegységet nyugaton a felső Ampezzói-völgy határolja. A völgy nagy kanyarjában, ahol a Boite patak forrásvölgye betorkollik, fekszenek a középkori Peutelstein vár maradványai. Innen a völgy a Gemärk-hágón (Cimabanche) át érkezik vissza Schluderbachba (Carbonin) és a Höhlenstein-völgybe. A Cristallo-hegységtől észak-északnyugatra, a Gemärk-hágó északi oldalán emelkedik a 3146 m magas Hohe Gaisl (Croda Rossa d’Ampezzo), alatta a stratégiai helyzetű Plätzwiese (Prato Piazza) fennsík. Északon a Geierwand (Col di Specie) sziklafala és a 2307 m magas Strudelkopf emelkedik. Ezek a hegycsoportok az első világháború hegyi harcaiban az osztrák–magyar védelem fontos erődítményeit képezték.
A hegycsoport legmagasabb csúcsa a 3221 m magas Monte Cristallo (magyarul: „Kristályhegy”), az egész csoport névadója. További jelentős (3000 méternél magasabb) csúcsai a Cima di Mezzo („Középső-csúcs”, 3154 m), a Piz Popena (3152 m) és a Cristallino d’Ampezzo („Ampezzói Kristályka”, 3008 m). A hegycsoportot középen a 2918 m magas Staunies-hágó (Forcella Staunies) metszi ketté.

## Közlekedése
Észak felől – kelet-Tirolból és a Puster-völgyből – a Cristallo-hegység a Höhlenstein-völgyben (Valle di Landro) futó SS-51 jelű állami főúton (a történelmi „Németországba vezető országúton” (strada di Alemagna) közelíthető meg. Az északról dél felé emelkedő völgy felső végében, Schluderbach (Carbonin) településnél az út kettéágazik. Az SS-51-es út nyugatnak fordul, a Im Gemärk hágón (Passo Cimabanche) és a Boite patak völgyén át megkerüli a Cristallo-hegycsoportot és a Pomagagnont. A keleti ág, az SS-48bis jelű főútvonal a Popena-völgyben Misurinán és Tre Croci-hágón át keletről kerüli meg a Cristallót. A két út Cortinában egyesül ismét.
Keletről, a Piave völgye és a Cadore-vidék felől az Ansiei-völgy, és a benne haladó SS-48-as főút érkezik Auronzo di Cadoréból, és csatlakozik be a Cristallo-hegycsoportot keletről kerülő SS-48bis főútba, félúton Misurina és a Tre Croci-hágó között.
A Cristallo-hegység térsége nyugat felől a Falzarego-hágón át közelíthető meg. Dél felől az Ampezzói-völgy útjai vezetnek Cortinába (a Boite-völgyön át az SS-51-es, a Giau-hágón át az SP-638-as).

## Történelme
A Cristalló környéke (az egész Dolomitokhoz hasonlóan) több észak-itáliai fejedelemség, a Milánói Hercegség, a Velencei Köztársaság és a Német-római Birodalom – a Habsburg Tirol – területeinek határán, a korabeli nagyhatalmak érdekeinek ütközőpontjában feküdt. Az itáliai háborúk idején a stratégiai fontosságú átjárók (a Boite-völgy és Misurina) ismétlődő fegyveres harcok színhelyévé váltak. A Boite-völgy kulcsát, Peutelstein fellegvárát a németek többször próbálták bevenni. 1508-ban egy császári csapat a Misurinán és a Tre Croci-hágón át dél felől vonult a vár Peutelstein ellen, de a velenceiek megsemmisítették őket. 1510-ben Miksa császár csapatai sikeretelnül ostromolták. 1511 októberében Georg von Frundsberg zsoldos csapata erős tüzérséggel bevette a várat és meghódoltatta Haydent, a mai Cortina d’Ampezzót. Az Ampezzói-völgy egészen 1919-ig a Habsburg Tirol része maradt.
Az első világháború idején, az Olasz Királyság hadba lépésétől (1915. május 23-tól) kezdve a Cristallo-hegycsoport közvetlen frontvonalra került, mivel az osztrák–magyar haderő kiürítette a hegycsoporttól délre fekvő, védhetetlennek ítélt Cortina d’Ampezzo körzetét. A védekezést a hegyszorosokban szervezték meg, az Ampezzói-völgyet, a Popena-völgyet és a Höhlenstein-völgyet uraló hegyi erődökre támaszkodva. Ezek tűz alatt tartására az olaszok nehéztüzérségi ütegeket vontattak fel a Misurina-tó és a Tre Croci-hágó fölötti, északra néző lejtőkre. A tüzérségi tűz vezetésére a Cristallo-hegységben olasz figyelőállások sorát létesítettek. Az egyik legfontosabb ezek közül a főgerinc keleti végén, a 2775 m magas Cristallino di Misurina csúcsán működött, innen a hegycsoport egész északi előterét (a Höhlenstein-völgyet a Dürren-tóig) jól beláthatták.
A rendkívül nehéz fizikai körülmények között folyó magashegyi háború 1917 október végéig tartott, ekkor az Isonzó-fronton elszenvedett súlyos olasz vereség nyomán az olasz hadvezetés kiürítette a Dolomitok vidékét. 1918 végén, az osztrák–magyar haderő összeomlása és a padovai fegyverszünet megkötése után tovább folytatott olasz offenzíva következtében a Dolomitok vidéke, Tirol déli felével együtt olasz megszállás alá került. Az 1919-es saint-germaini békeszerződés e területeket hivatalosan is az Olasz Királysághoz csatolta. A harcokra számos katonai állás, bunker, hadiút, mászólétra emlékeztet. Egy részüket helyreállították és a hegyi turizmus szolgálatába állították.

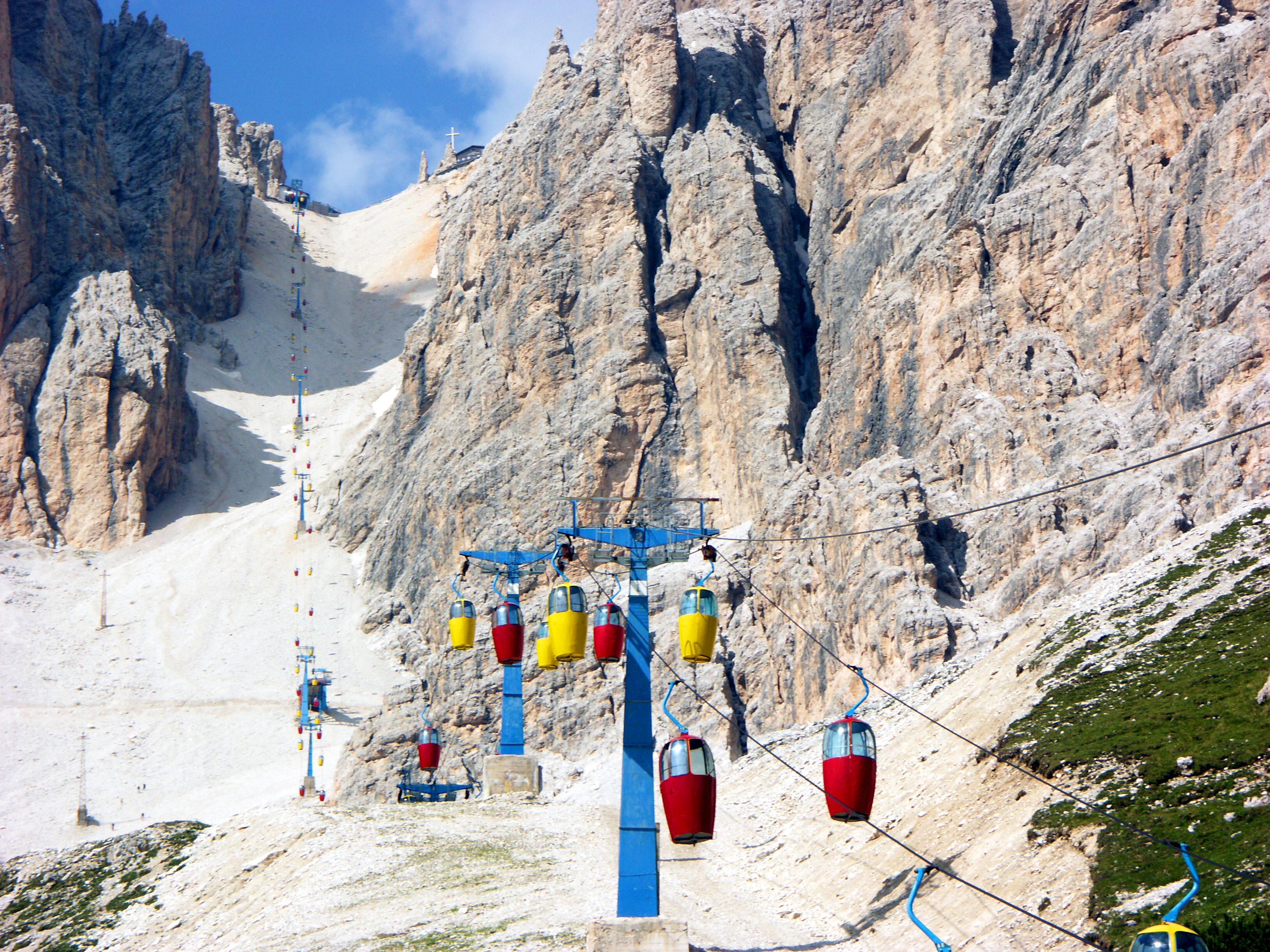
Kabinos sífelvonó a Staunies-hágóba (Forcella Staunies) (2932 m)

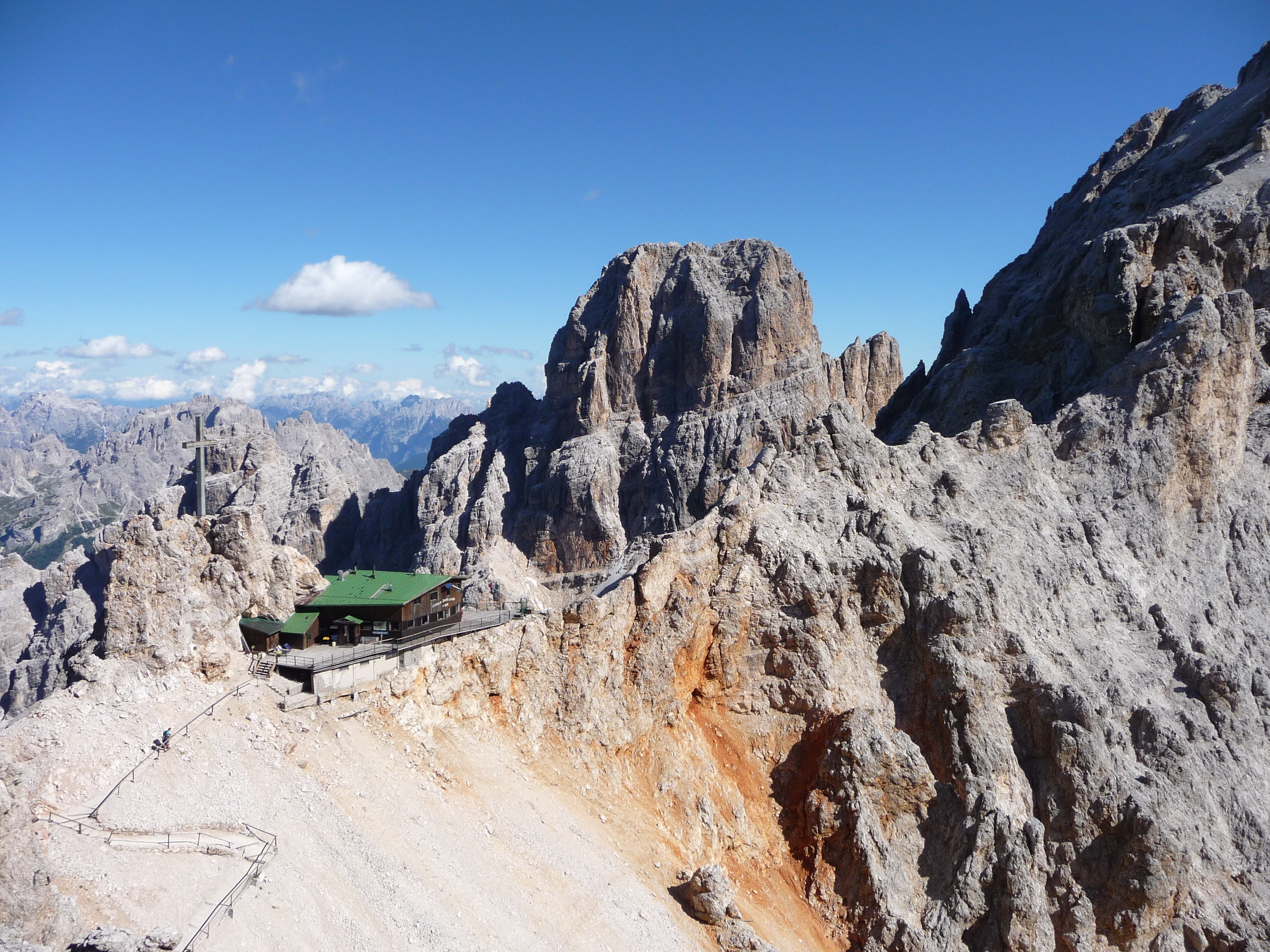
A Staunies-hágó és a Lorenzi-menedékház, a Cristallino d’Ampezzo csúcsáról nézve. Háttérben a Piz Popena hegycsúcs (3152 m)

## Idegenforgalom, sport
A 3. és a 9. számú  Dolomiti magashegyi túrautak keresztülvezetnek a Cristallo-hegység gerincén, a csoportot középen elválasztó Staunies-hágón (Forcella Staunies). Különböző túraváltozatok szerint a hegycsoport belsejébe észak (Schluderbach) felől, a Höhlenstein-völgyből vagy délről, a Sorapiss hegycsoport és a Tre Croci-hágó felől felől lehet feljutni. A Staunies-hágóba dél felől, a Tre Croci-hágóból nehéz gyalogtúrával lehet kapaszkodni.
A Staunies-hágó közelében, 2932 m magasságban áll a Guido Lorenzi-menedékház. A Lorenzi-házhoz dél felől két egymáshoz csatlakozó felvonó visz fel. Az alsó (ülőszékes) felvonó völgyállomása a Tre Croci-hágó közvetlen közelében, a Gere-patak torkolatánál (a Rio Gere étterem mellett) van. Ez a Begontina-völgyön (Val Begontina) át visz fel 2215 m magasra, a kis Son Forca menedékházhoz, a Padeon-völgy felső végében. Itt indul felfelé a felső (kabinos) felvonót az 1956-os téli olimpiára építettek. A kabinos felvonó a Staunies-hágóba visz fel, 2919 m magasba, a Lorenzi-menedékház közelébe. A kabinos felvonó télen a síelőket, nyári turistaszezonban a hegymászókat, hegyjáró kirándulókat szállítja. Fennállásának 50. évfordulóján, 2016-ban vita kezdődött az elöregedett felvonó jövőjéről, felújításáról vagy bezárásáról.
A Cristallo-masszívum belsejébe három jelentős vasalt mászóúton (Klettersteig / via ferrata) lehet bejutni, mindhárom az első világháború idején sziklába vágott hadi ösvények nyomvonalát követi. Ezek: északnyugat felől a Via Ferrata Renato de Pol, délről a Cristallino d’Ampezzo csúcsra vezető Via Ferrata Ivano Dibona, és a Via Ferrata Marino Bianchi. Az utóbbi két „Klettersteig” alsó végéhez a Son Forca ülőlifttel lehet feljutni a Rio Gere völgyállomástól, a Tre Croci-hágó szomszédságából.
A Cristallo-hegység dél-tiroli szegmense a Fonda-völgy (Val Fonda), amely északról, Schluderbach felől nyúlik be hegytömb belsejébe. Benne a Fondavölgyi-patak (Rio Val Fonda) folyik. A völgyből sítúra-útvonalak visznek fel a Kristály-csorbához (Cristalloscharte / Forcella del Cristallo).

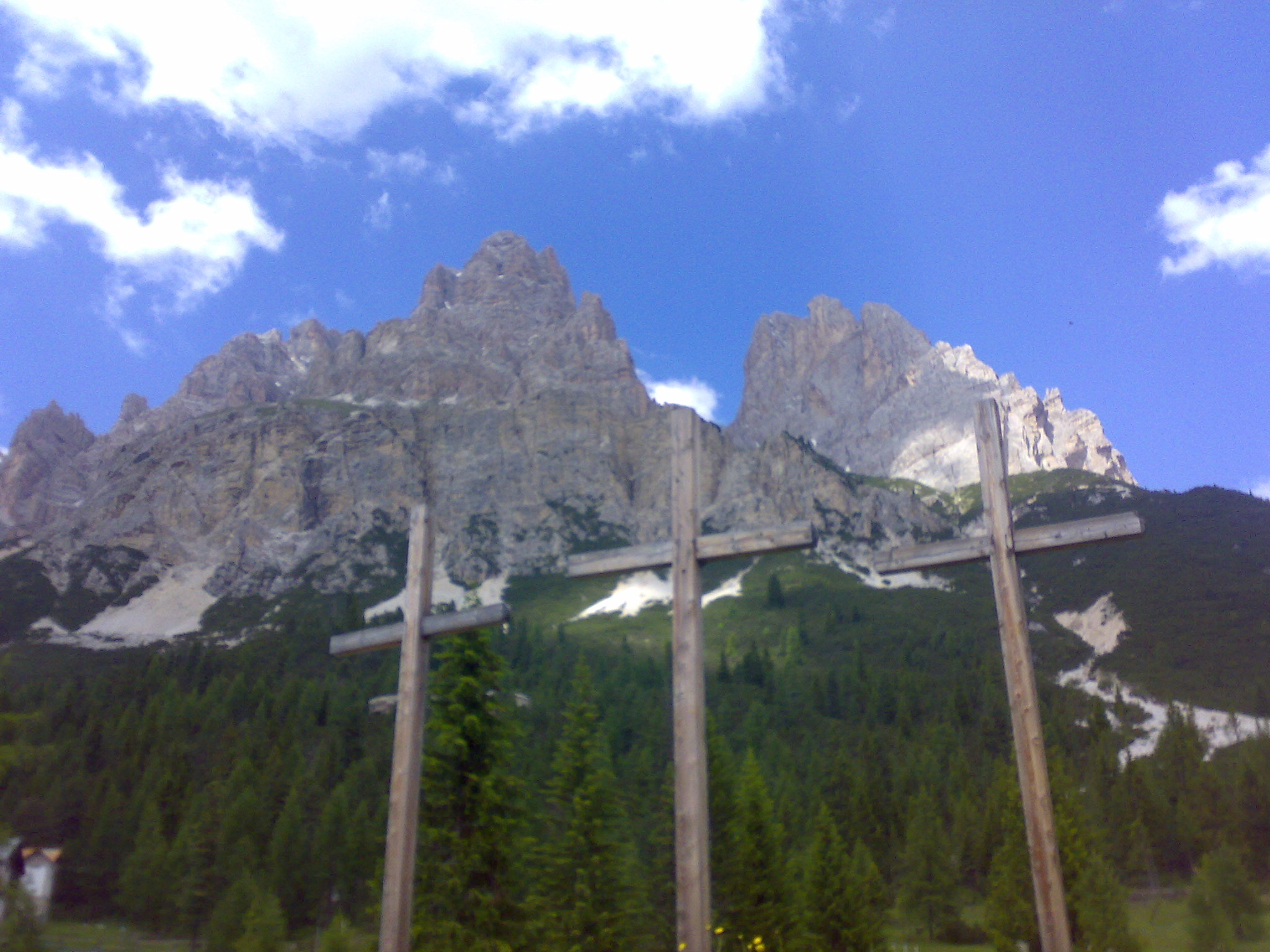
Monte Cristallo és Piz Popena, a Tre Croci-hágóból
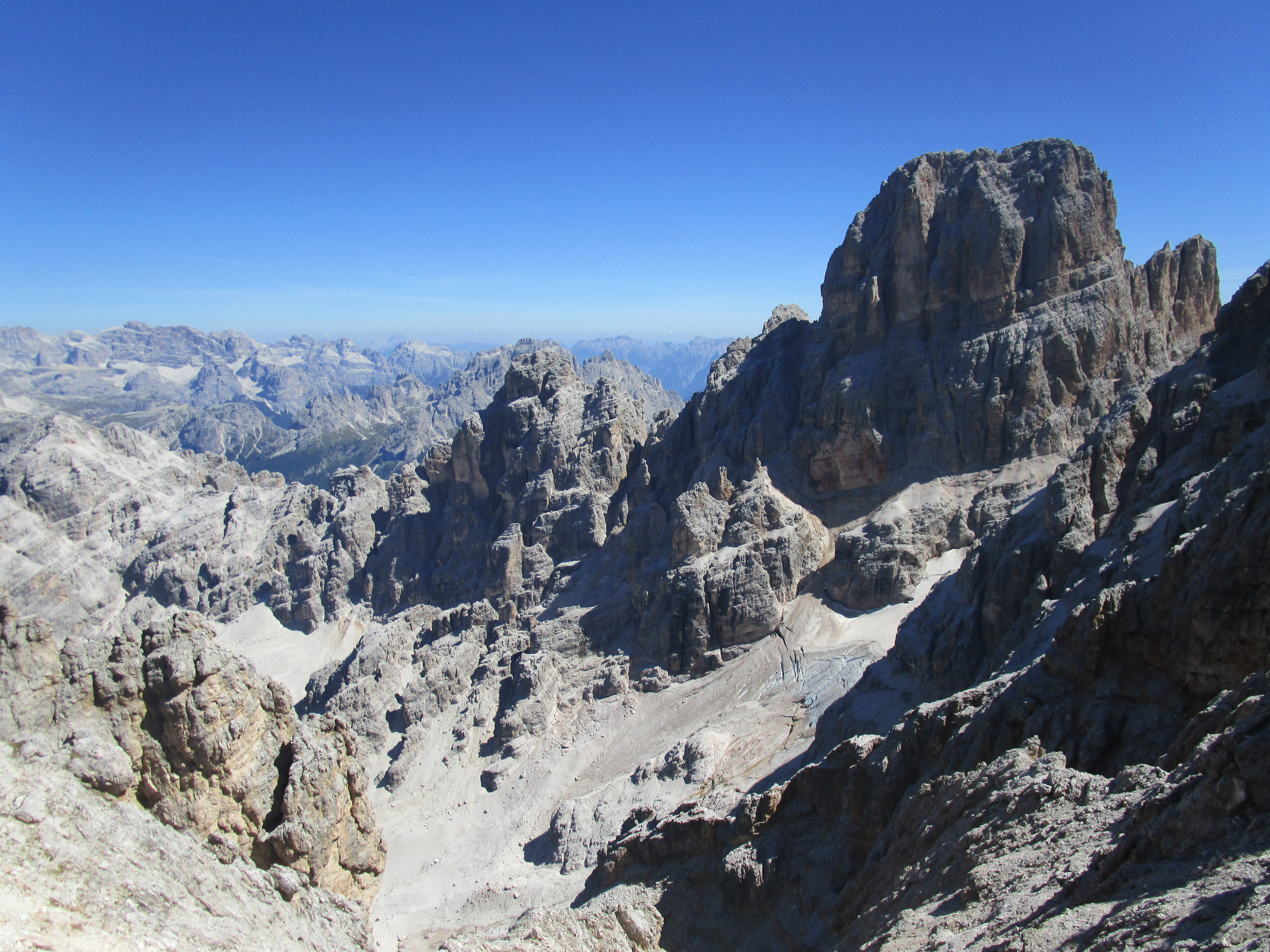
A Piz Popena, a Lorenzi-házból nézve
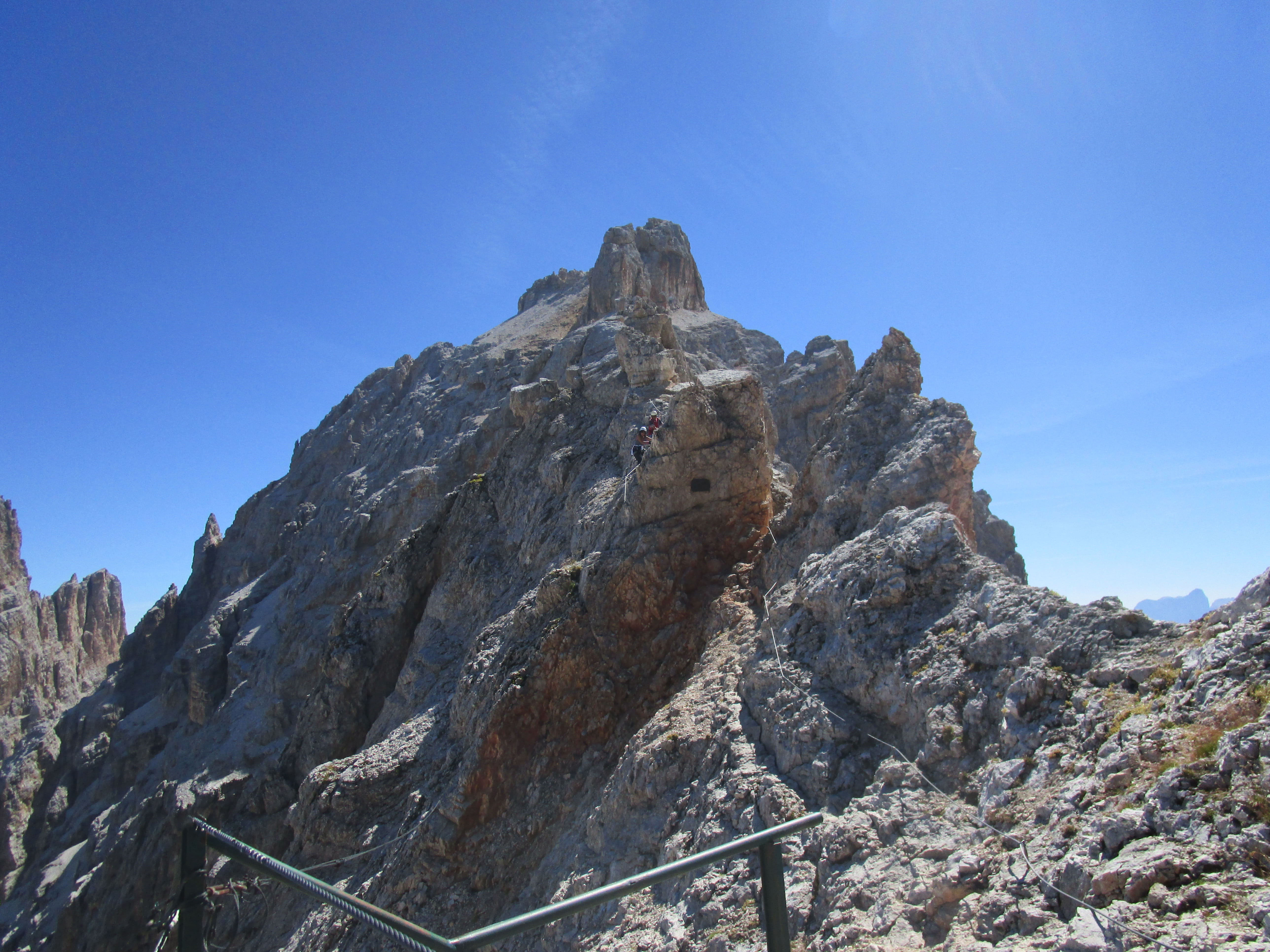
A Cima di Mezzo
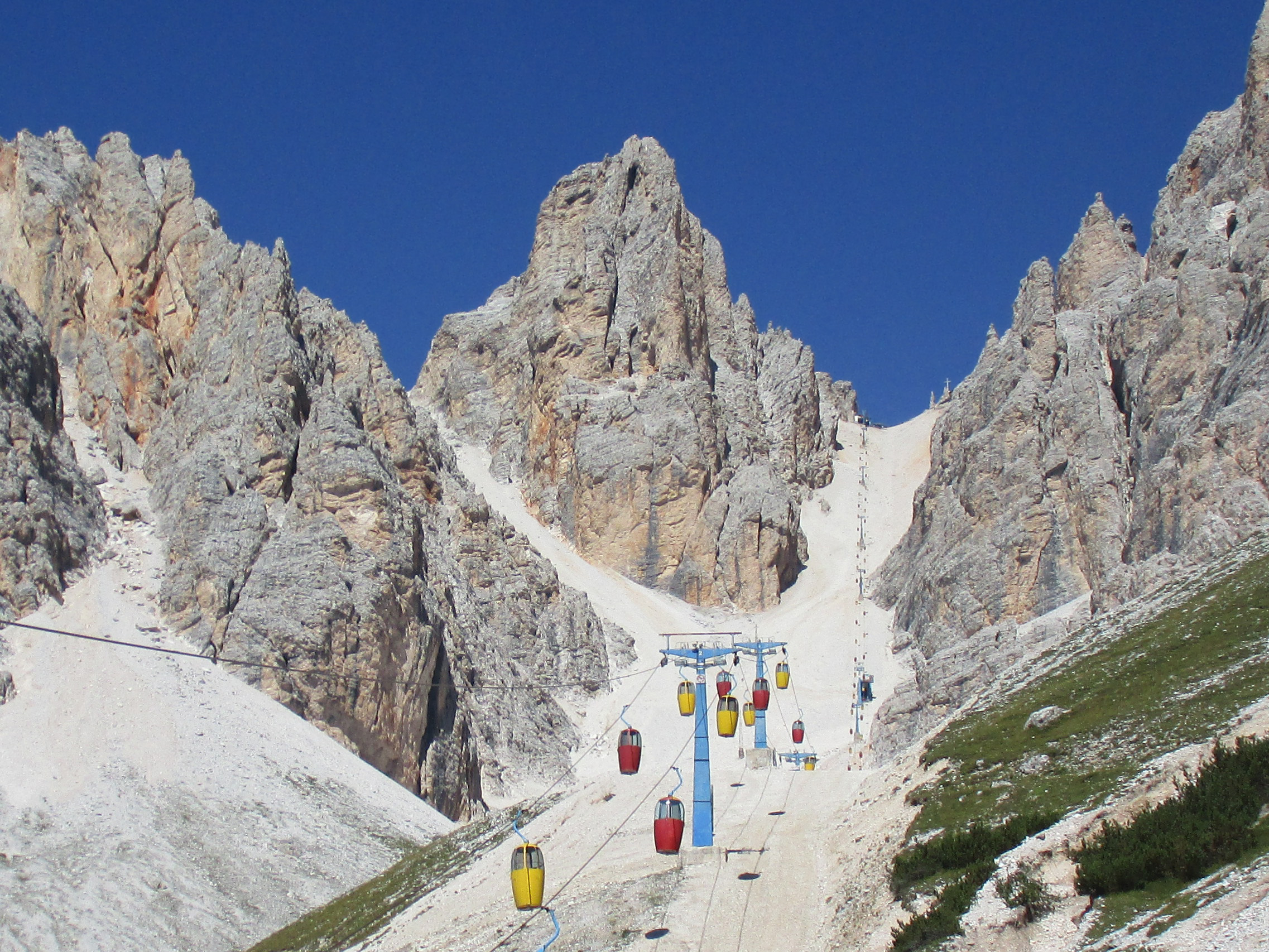
Cristallino d’Ampezzo (középen)

## Érdekesség
- Az 1993-as Cliffhanger – Függő játszma c. amerikai akciófilm külső felvételeinek egy részét az olasz Dolomitokban, a Cristallo-hegycsoportban forgatták. A filmben ábrázolt függőhídhoz és mászólétrához hasonló műtárgyak találhatók az Ivano Dibona-út felső szakaszán, a Cristallino d’Ampezzo csúcs körül.[7] (Rendező Renny Harlin, főszereplő Sylvester Stallone.)[8]